# Tonco Modderman
Tonco Modderman, né le 11 janvier 1745 à Groningue et mort dans cette ville le 23 avril 1802, est un avocat, homme politique et écrivain néerlandais.

## Biographie
Diplômé de droit de l'université de Groningue, Tonco Modderman devient avocat en 1773. Il rentre à la municipalité de Groningue et en devient échevin. Partisan de la Révolution batave, il intègre l'exercitiegenootschap Voor onze duurste panden en 1785. 
Lors de la mise en place de la République batave en 1795, Modderamn est désigné pour représenter Groningue aux États généraux. Le 27 janvier 1796, il est élu député suppléant de Meppel à la première assemblée nationale batave. Il est appelé à siéger entre le 29 avril et le 10 novembre 1796 quand Carel de Vos van Steenwijk est nommé à la commission constitutionnelle.
En plus de ses activités juridiques et politique, Tonco Modderman est également poète. Un recueil de ses textes  été publié en 1817. Franc-maçon, il est le président de « L'Union provinciale », la plus vieille loge de Groningue, de 1785 à 1794.
Il est le père des députés Hendrik Jacob Herman Modderman et Antonius Modderman et le grand-père du ministre d'État Anthony Modderman.